# 279 هـ
279 هـ هي سنة في التقويم الهجري امتدت مقابلةً في التقويم الميلادي بين سنتي 892 و893.

## وفيات
- أبو العباس أحمد المعتمد على الله
- أبو بكر الأصم
- أحمد بن عبد الوهاب بن نجدة الحوطي
- ابن المدبر
- محمد بن عمرو بن عطاء
- ضرار (جارية)

- المعتمد على الله
- البلاذري المؤرخ
- الترمذي
- محمد بن المنذر بن شكر